# История Гагаузии
История Гагаузии — краткие сведения об истории Гагаузии.

## История гагаузов
В 1837 г. встречается первое упоминание о гагаузах как отдельном народе в "Статистическом обозрении колоний Бессарабской области", составленном чиновником госдепартамента Министерства внутренних дел России И. Толстым.
Существует много различных гипотез о происхождении гагаузов.
Большинство гагаузов поселилось в буджакских степях южной Бессарабии после её перехода под контроль Российской империи в 1812 году. В силу территориальных изменений гагаузы оказались под управлением румыно-молдавской администрации в 1856—1878 годах.
В ходе Первой русской революции 6 января 1906 года в Комрате провозгласили республику, однако восстание жителей города было подавлено через 6 дней.
В 1918—1940 годах территория современной Гагаузии входила в состав Королевства Румыния. В советское время территория проживания гагаузов была разделена между двумя советскими республиками — Молдавской ССР и Украинской ССР. Впоследствии её несколько раз делили на более мелкие административные регионы, что привело к разрыву этнокультурных связей между гагаузскими деревнями.

## Появление национально-территориального образования
В последние годы существования СССР проявился как молдавский национализм, так и гагаузское стремление к самоопределению. Дискуссии об отделении от Молдавии активизировались после принятия в 1989 году закона о языках, который гагаузы сочли дискриминационным. 12 ноября того же года состоялся Чрезвычайный съезд представителей гагаузского народа, на котором по инициативе движения «Гагауз халкы» была провозглашена Гагаузская Автономная Советская Социалистическая Республика в составе Молдавской ССР, но на следующий день Президиум Верховного Совета Молдавской ССР отменил решения Чрезвычайного съезда, назвав их антиконституционными.
19 августа 1990 года состоялся I Съезд народных депутатов степного юга Молдавской ССР, на котором была принята «Декларация о свободе и независимости гагаузского народа от Республики Молдова» и провозглашена Республика Гагаузия в составе СССР. 21 августа на чрезвычайном заседании Президиума Верховного Совета Молдавской ССР решение о провозглашении республики было признано незаконным, а проведение съезда депутатов — антиконституционным. 25 октября 1990 года молдавские националисты-волонтёры начали марш к границам самопровозглашённой республики; завершился поход мирно. Руководство Гагаузии поддержало августовский путч ГКЧП. Первым и единственным президентом непризнанной республики в 1991—1995 годах был Степан Топал. 23 декабря 1994 года парламент Молдавии утвердил автономию Гагаузии.
В 2011 году в Гагаузии после неудовлетворительных оценок многих выпускников по предмету «румынская литература» обострился конфликт с властями Молдавии.
2 февраля 2014 года власти автономной республики провели референдум, в ходе которого 98 % избирателей поддержали интеграцию в Таможенный союз и высказались за «отложенный статус автономии», который даёт ей право выйти из состава Молдавии в случае утраты ею независимости. Власти Молдавии объявили проведение референдума незаконным, а его результаты — не имеющими юридической силы.
В 2015 году на выборах башкана (главы) Гагаузии победила Ирина Влах. В 2019 году она была переизбрана, набрав более 90 % голосов.